# Овусу-Абейе, Квинси
Кви́нси Джеймс Ову́су-Абе́йе (англ. Quincy James Owusu-Abeyie; 15 апреля 1986, Амстердам) — ганский и нидерландский футболист. Полузащитник и нападающий, играл преимущественно на левом фланге. Обладатель Кубка Англии в составе лондонского «Арсенала» и двукратный обладатель серебряных наград РФПЛ в составе московского «Спартака».

## Биография
Квинси Овусу-Абейе родился в Амстердаме 15 апреля 1986 года в семье выходцев из Ганы; у него было 4 сестры и двое братьев. Его детство прошло в районе Бейлмер, где он начал играть в футбол. В возрасте 6 лет он начал свою карьеру футболиста в молодёжной академии амстердамского «Аякса», в которой провёл 9 лет. В возрасте 16-ти лет Квинси был исключён из клуба из-за своего отношения к делу и конфликтов с тренерским штабом «Аякса».

### «Арсенал» Лондон
После исключения Квинси из «Аякса» Лиам Брейди, руководитель молодёжных команд лондонского «Арсенала», предложил футболисту пройти просмотр. По его результатам в сентябре 2002 года Квинси стал игроком «Арсенала». В сезоне 2002/03 Квинси выступал за молодёжную команду клуба до 17 лет и забил в 20-ти играх 17 голов, включая 6 мячей в матче с «Вулверхэмптон Уондерерс», который завершился в пользу «канониров» 7:1. В день своего 18-летия Квинси подписал свой первый профессиональный контракт. Это, однако, привело к наложению на клуб штрафа в 10 000 фунтов и двухлетнему запрету на трансферы: агент игрока не имел необходимой для своей деятельности лицензии. В июле 2005 года Квинси подписал новый контракт с «Арсеналом».
Во взрослой команде клуба Квинси дебютировал 23 октября 2003 года, выйдя на 85-й минуте Кубка лиги с «Ротерем Юнайтед». Игра перешла в стадию дополнительного времени, в котором Квинси вышел один на один с голкипером «Ротерема» Майком Поллиттом, и тот был удалён с поля за игру рукой вне штрафной площади. В результате игра дошла до серии пенальти, которую «Арсенал» выиграл, хотя Квинси свой одиннадцатиметровый не забил. 9 ноября 2004 года в том же турнире Квинси забил свой первый гол за «Арсенал», поразив ворота «Эвертона», сделав в той игре ещё и две голевые передачи. В том же сезоне он впервые вышел на поле в Лиге чемпионов в матче с «Русенборгом».
5 марта 2005 года Квинси дебютировал в матче английской Премьер-лиги, где его клуб играл с «Портсмутом». Несмотря на достаточно частые появления на поле, Квинси не смог пробиться в основной состав «Арсенала», хотя понимал, что тренировки рядом с Деннисом Бергкампом и Тьерри Анри очень полезны. После того, как в январе 2006 года «Арсенал» купил ещё двух форвардов, Эммануэля Адебайора и Тео Уолкотта, Квинси принял решение покинуть команду.

### «Спартак» Москва (2006—2007)

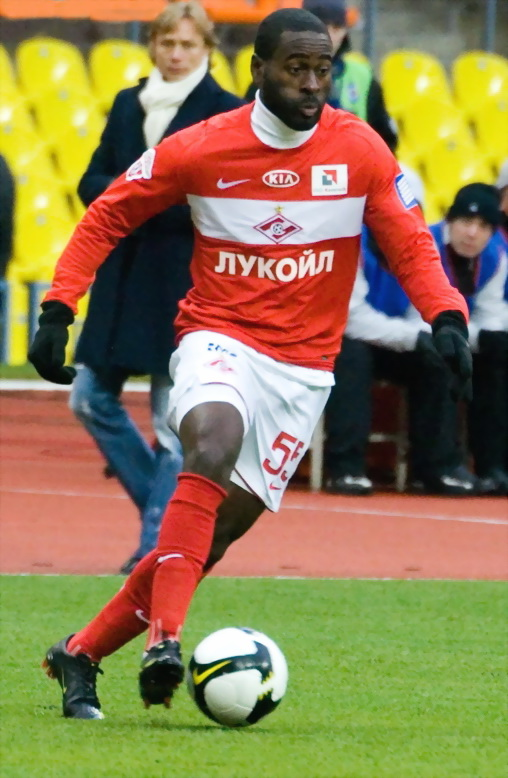
Квинси в составе московского «Спартака»

30 января 2006 года Квинси подписал контракт с московским клубом «Спартак» на 3 года с возможностью продления договора по желанию российской команды ещё на 2 года. По словам главного тренера команды, Александра Старкова: «Абейе — игрок высокого класса и может принести „Спартаку“ немало пользы. Прежде всего он добавит нашей атаке скорости и агрессивности. Мне импонирует его стиль игры. Быстрый, фланговый дриблёр, обладающий ударом с обеих ног. Такого футболиста мы и планировали приобрести».
4 марта Квинси дебютировал в составе «Спартака» в матче Кубка России с «Лучом»

### «Сельта»
1 сентября 2007 года Квинси был отдан в годичную аренду в клуб испанской Сегунды — «Сельту», чей главный тренер, Христо Стоичков, очень желал видеть игрока в своей команде.

### «Бирмингем Сити»
В августе 2008 года отдан в аренду на год в английский «Бирмингем Сити», вылетевший из Премьер-лиги.

### «Кардифф Сити»
С января 2009 года на правах аренды выступал в «Кардифф Сити».

### «Спартак» Москва (2009)
31 августа 2009 года вновь заявлен в чемпионате России за «Спартак».

### «Портсмут»
29 января 2010 года Квинси, на правах аренды, перешёл в «Портсмут».

Я не сомневался в необходимости перехода в «Портсмут», так как это мой последний шанс проявить себя в английском футболе.

### «Аль-Садд»
1 апреля 2010 года Квинси перешёл в клуб «Аль-Садд», заплативший за трансфер ганца 3 млн евро. По контракту он будет получать 80 тыс. фунтов в неделю.

### «Малага»
В августе появилась информация о том, что Квинси перейдёт в «Малагу». 21 августа 2010 года футболист на правах аренды перешёл в испанский клуб. 12 сентября, во втором матче за клуб, Квинси забил гол; его команда победила «Сарагосу» 5:3. В апреле 2011 года Квинси был отстранён от тренировок клуба за нарушение дисциплины. 7 мая Овусу-Абейе в своём блоге в Твиттере опубликовал запись: «Я никогда не забуду поклонников „Малаги“ и своих товарищей по команде. Я провёл прекрасное время в Малаге. Не могу поверить, что люди считают, что я пропускал тренировки команды безо всякой причины».

### «Панатинаикос»
15 июля 2011 года Квинси был арендован клубом «Панатинаикос» за 500 тыс. евро, с заработной платой в 400 тыс. евро за сезон. В январе 2014 года Квинси и греческий клуб расторгли договор с выплатой футболисту заработной платы до окончания сезона. Футболист попытался устроиться в «Вальядолиде», но не подошёл испанской команде.

### «Боавишта»
28 августа 2014 года Квинси подписал контракт с португальской «Боавиштой», но стать игроком основного состава и получать большое количество игрового времени он так и не смог и в 2015-м году расторг договор с клубом по обоюдному согласию, сославшись на личные проблемы. Всего за португальцев Квинси провёл 10 игр и забил 1 гол.

### «НЕК»
В июле 2016 года Квинси прибыл на просмотр в голландский клуб «НЕК», с которым позднее подписал полноценный контракт. Однако за «НЕК» Квинси проведёт только 12 игр, после чего последует ссылка в дубль за опоздание на тренировку и драка с помощником тренера. 2 января 2017 года голландский клуб расторг договор с нападающим из-за нарушения дисциплины. «НЕК» стал последним профессиональным клубом в карьере Квинси, после расторжения контракта нападающий объявил о завершении карьеры.

### Международная карьера

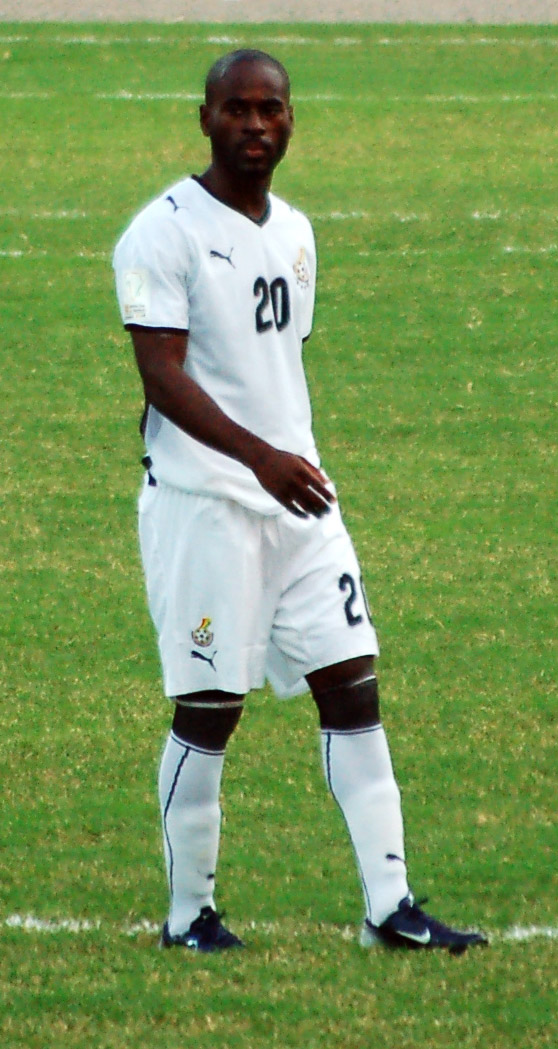
Квинси в составе сборной Ганы

Летом 2005 года в составе сборной Нидерландов Квинси принял участие в юниорском чемпионате мира. Несмотря на то, что голландцы не прошли дальше четвертьфинала, выступление Квинси было признано прессой «блестящим», в рейтинге лучших игроков турнира по версии ФИФА он занял второе место после Лео Месси из «Барселоны».
В 2006 году Квинси было предложено выступать за сборную Ганы, что он первоначально воспринял как шутку. 25 января 2007 года Квинси поехал в состав первой сборной Ганы на товарищеский матч с Нигерией. В марте футболист принял решение выступать за национальную ганскую команду для чего подал прошение в ФИФА.
После окончания карьеры спортсмена Квинси принимает решение сосредоточиться на музыке и начинает выступать в жанре хип-хоп под псевдонимом Blow в группе De Fellas.

## Достижения
- Обладатель Кубка Англии: 2005
- Вице-чемпион Англии: 2004/05
- Серебряный призёр Чемпионата России (2): 2006, 2009

Бронзовый призёр Кубка Африки 2008

## Статистика выступлений
| Клуб             | Сезон   | Чемп. | Чемп. | Кубок | Кубок | Еврокубки | Еврокубки | Прочие | Прочие |
| Клуб             | Сезон   | Игры  | Голы  | Игры  | Голы  | Игры      | Голы      | Игры   | Голы   |
| ---------------- | ------- | ----- | ----- | ----- | ----- | --------- | --------- | ------ | ------ |
| Арсенал (Лондон) | 2002/03 | 0     | 0     | 0     | 0     | 0         | 0         | 0      | 0      |
| Арсенал (Лондон) | 2003/04 | 0     | 0     | 0     | 0     | 0         | 0         | 5      | 0      |
| Арсенал (Лондон) | 2004/05 | 1     | 0     | 2     | 0     | 1         | 0         | 3      | 1      |
| Арсенал (Лондон) | 2005/06 | 4     | 0     | 1     | 0     | 4         | 0         | 4      | 1      |
| Спартак Москва   | 2006    | 15    | 1     | 6     | 0     | 5         | 0         | 1      | 0      |
| Спартак Москва   | 2007    | 6     | 0     | 3     | 0     | 0         | 0         | 0      | 0      |
| Сельта           | 2007/08 | 21    | 4     | 0     | 0     | 0         | 0         | 0      | 0      |
| Бирмингем Сити   | 2008/09 | 19    | 2     | 0     | 0     | 0         | 0         | 2      | 1      |
| Кардифф Сити     | 2008/09 | 5     | 0     | ?     | ?     | 0         | 0         | 0      | 0      |
| Спартак Москва   | 2009    | 8     | 2     | 0     | 0     | 0         | 0         | 0      | 0      |
| Портсмут         | 2010    | 8     | 0     | 1     | 1     | 0         | 0         | 0      | 0      |